# (52285) Kakurinji
(52285) Kakurinji ist ein Asteroid des inneren Hauptgürtels, der am 30. Juli 1990 vom japanischen Amateurastronomen Tsutomu Seki am Geisei-Observatorium (IAU-Code 372) in der Präfektur Kōchi in Japan entdeckt wurde.
Benannt wurde der Asteroid am 25. April 2013 nach dem Tempel Kakurin-ji in Kakogawa, Präfektur Hyōgo, der im Jahre 589 von Prinz Shōtoku gegründet wurde. Der 1112 errichtete Taishidō 太子堂 und die auf 1397 datierte Haupthalle 本堂 sind Nationalschätze Japans.